# Nødvendighedens politik
"Nødvendighedens politik" betegner en økonomisk reformpolitik der anses for at være "nødvendig".
Begrebet har været brugt om Helle Thorning-Schmidt-regeringens reformpolitik 2011–2015.
"Nødvendighedens politik" har dog også været brugt om den danske økonomiske politik før 2001.